# 並木あいな
並木 あいな（なみき あいな、1999年2月22日 - ）は、日本のAV女優。LINX所属。

## 来歴
2022年10月、E-BODY専属女優としてAVデビュー。
2023年7月よりマドンナ専属となり3作品に出演した後、専属をはなれ企画単体女優となる。
2023年11月現在、SNSは削除され、所属事務所ホームページからプロフィールが削除されている。

## 人物
神奈川県出身。
初体験は高校2年の時で、相手は同じクラスでサッカー部の男で初めての彼。お互い初めてだった。
短大を卒業してすぐに結婚、経験人数は旦那を含めて3人。
経験が少なく、普通のセックスしかしたことがなく、イッたこともなく、いろんなセックスを経験したいと思ったことがAV出演を決めた理由。
デビュー作でパイズリとオナニーと3Pを初めて経験し、さらにはバックと騎乗位も初めてだった。

## 作品

### アダルトDVD
- 理想的プロポーション人妻 並木あいな E-BODY大型専属デビュー 旦那一筋の純真妻が何故AVの世界に…?（10月18日、E-BODY）※Blu-ray Disc版 同時発売
- 4K撮影で濡れた肌ツヤ鮮明に 美肌スリムGcupボディから体液溢れ出るびしょ濡れ禁欲オーガズム（11月15日、E-BODY）

- 既婚のスリム巨乳愛人といいなり温泉W不倫 のぼせるほど貪り合う激情中出しセックス（2月21日、E-BODY）
- 旦那不在中のスリム巨乳人妻は今日も隣の独身中年に白昼汗だくで舐め犯される…（3月21日、E-BODY）
- 身代わり性処理社長秘書 俺の為に愛する妻は美しい女体も中出しも全て捧げてしまった…（4月18日、E-BODY）
- Madonna電撃移籍 第1弾!!!! 学生時代のセクハラ教師とデリヘルで偶然の再会―。その日から言いなり性処理ペットにさせられて…。（7月25日、マドンナ）
- Madonna電撃移籍第2弾!! NTRドラマ初挑戦!! クレーム対応NTR 取引先のセクハラ社長と妻の【閲覧注意】寝取られ話（8月22日、マドンナ）
- 合鍵をもらった人妻が、男子学生が卒業するまで中出しされた一人暮らし部屋。（9月26日、マドンナ）
- チ○ポだけは有能なポンコツ部下に朝まで何度もイカされて中出しを許してしまった私 〜相部屋での絶倫交尾〜（12月5日、ABC）
- 最高級美女中出しソープ（12月7日、アイエナジー）
- 派遣マッサージ師にきわどい秘部を触られすぎて、快楽に耐え切れず寝取られました。（12月12日、ダスッ!）
- 二度と会うことがない男だからと好き勝手精液を搾取する痴女人妻（12月12日、BALTAN）
- 下の階に引っ越してきた人妻が巨乳すぎる! 押しの弱さに付け込んで大きくてやわらかいおっぱいを堪能しながら中出し（12月19日、ミセスの素顔）

### アダルトVR
- 隣に引っ越して来たスタイル抜群の若奥様 清楚に見えて深夜は喘ぎ声がうるさくクレームを入れたら 旦那不在をいいことにボクを誘惑してきた真夏の午後VR（6月6日、E-BODY）
- これぞ8K VR!! Gカップボディのメンズエステ嬢と生ハメ不倫旅行（11月17日、ケイ・エム・プロデュース）
- 童貞を馬鹿にしてくる姉にキレた俺は夜な夜な部屋に忍び込む（11月17日、AQUA）
- 天井特化アングルVR 〜脱いだらスゴイ後輩ちゃん〜（12月1日、ケイ・エム・プロデュース）
- じっと見つめながら手コキしてあげるよ（12月7日、ケイ・エム・プロデュース）
- ゲリラ豪雨×相部屋 フェラ美獣の女上司にメチャクチャ抜かれまくる夜（12月8日、KMPVR-彩-）

### ネット配信
- あいさん（10月26日、素人ホイホイ）
- 【貞操観念しっかり女子】【神スタイルのエスティシャン降臨!】今までの彼氏が早漏で満足するセックスをしにAV出演!こんなに美人でこの美ボディ目の当たりにしたら、世の中の男性みんなフルボッキ!【初撮り】ネットでAV応募→AV体験撮影 2057（11月1日、シロウトTV）
- 百戦錬磨のナンパ師のヤリ部屋で、連れ込みSEX隠し撮り 318 笑顔が可愛い美女を連れ込みSEX!初めての電マに連続イキ♪未知の快感に拍車がかかり、カラミの時は大好きホールドのラブラブ展開www（11月6日、ナンパTV）
- ラグジュTV 1735 周りを照らす明るい笑顔が魅力的な美人秘書が「愛人関係を続けたいなら、AVに出て欲しい」と言われ出演を決意!初めて会った男に健康的な美ボディを晒し、大胆な恰好でイキ乱れ、巨根のピストンに恍惚の表情を浮かべる!（11月8日、ラグジュTV）※「藤堂あかり」名義
- No.1379　並木 ゆり（11月9日、舞ワイフ）
- 並美（11月17日、素人ホイホイZ）
- 【ハメ撮り♪中出し♪OKな都合が良過ぎる元カノ巨乳セフレ】○っ払った元カノセフレが滞在ホテルに押しかけ訪問!付き合っていた頃を思い出してメス汁駄々洩れ♪イチャハメが止まらず精子ドバドバ3射精!!!【あまちゅあハメREC#あいにゃ#カフェ店員】（11月21日、DOC）※「あいにゃ」名義

### イメージDVD
- Aina ほのぼのダイアリー（2023年1月19日、REbecca）※Blu-ray Disc版 同時発売
- 女教師ブロッサム（2023年8月18日、メディアブランド）※Blu-ray Disc版 同時発売